# سن لوئیس (انتیوکیا)
سن لوئیس (انگلیسی: San Luis, Antioquia) نام شهری در کشور کلمبیا است.